# デンバー・アンド・リオグランデ・ウェスタン鉄道

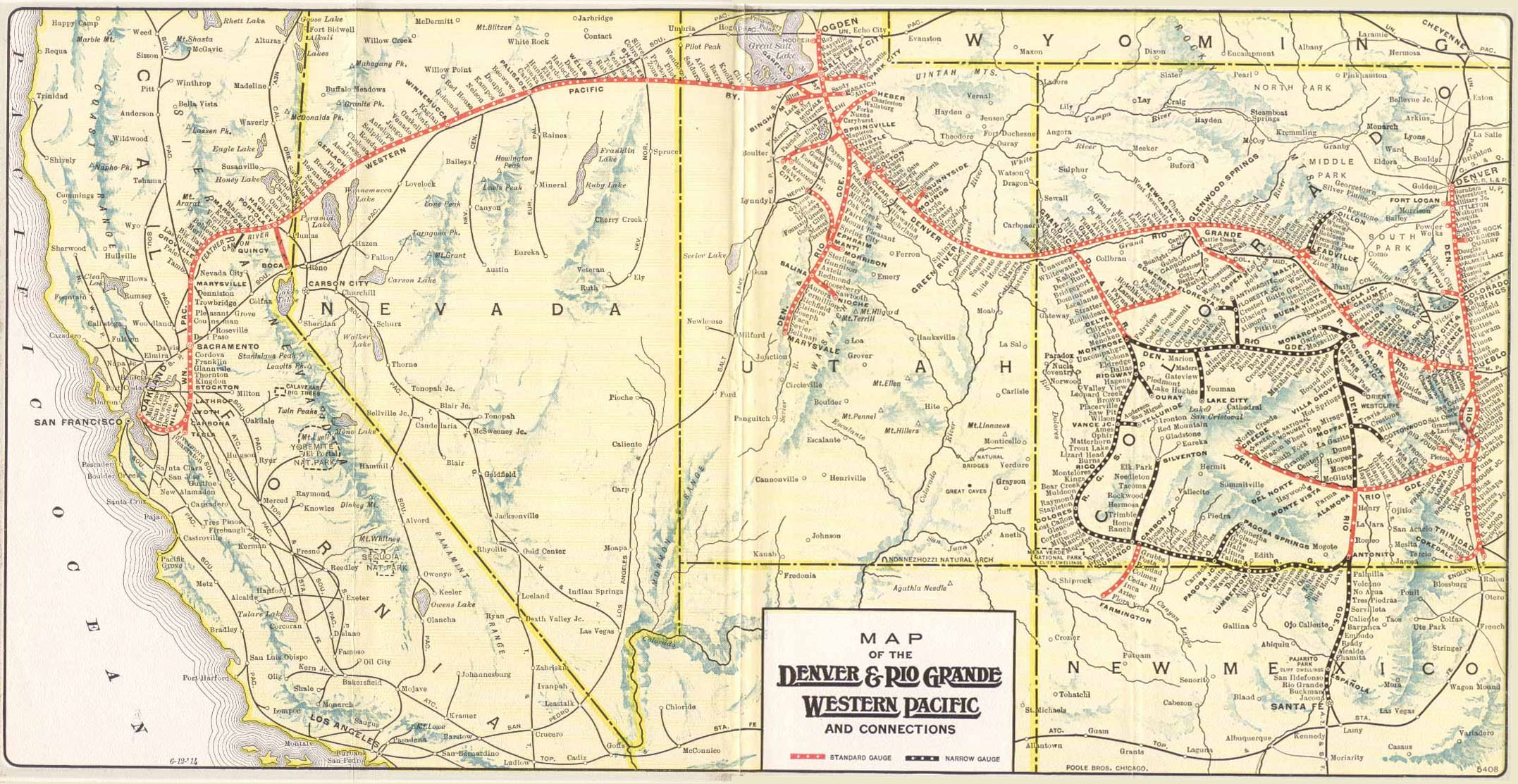
1930年のデンバー・アンド・リオグランデ・ウェスタン鉄道とウェスタン・パシフィック鉄道の路線図

デンバー・アンド・リオグランデ・ウェスタン鉄道（デンバー・アンド・リオグランデ・ウェスタンてつどう、英語: Denver and Rio Grande Western Railroad、報告記号: DRGW）は、一般には単にリオグランデ鉄道とも呼ばれる、もともとデンバー・アンド・リオグランデ鉄道 (Denver and Rio Grande Railroad) として発足したアメリカ合衆国のかつての鉄道会社である。以下、会社名をD&RGWと参照する。1988年にD&RGWの親会社がサザン・パシフィック鉄道を買収して両鉄道が合併した際、知名度の高いサザン・パシフィックの名前を残すことにしたため、D&RGWの名前はそこで消滅した。D&RGWは、コロラド州デンバーからユタ州ソルトレイクシティまで主に大陸横断鉄道の接続鉄道として働き、石炭や鉱石類の輸送の大きな起点となっていた。そのモットーは、「ロッキー山脈を迂回するのではなく、貫いて」 (Through the Rockies, not around them) であった。D&RGWは典型的な山岳鉄道で、幹線鉄道としてはアメリカ合衆国で最も高いところを運行し、コロラド州のテネシー峠 (Tennessee Pass) では10,240 フィート（3,121 メートル）の地点を越え、有名なモファットトンネル (Moffat Tunnel) やロイヤルゴージを通過するルートを通っていた。1890年前後の最大の時点で、D&RGWは北アメリカで最大の狭軌の鉄道網を運行していた。その軌間は3 フィート (914 ミリメートル）であった。D&RGWはその独立性で知られ、アメリカ合衆国において最後の私鉄による長距離旅客列車であるリオグランデ・ゼファー (Rio Grande Zephyr) を運行していた。

## 歴史
デンバー・アンド・リオグランデ鉄道 (D&RG) は1870年にウィリアム・ジャクソン・パーマー将軍 (General William Jackson Palmer) と彼の生涯の友でパートナーのウィリアム・ベル博士 (Dr. William Bell) により、デンバーとメキシコシティを結ぶ意図で狭軌の鉄道として設立された。狭軌が選択されたのは、標準軌に比べて建設費と、またそれと同等に重要な建設期間を短縮することができたからである。ルートは、今ではニューメキシコ州の北部にあるレイトン峠を通過するものであった。熱く競争的な建設が、アッチソン・トピカ・アンド・サンタフェ鉄道と1877年から1880年にかけて敷設権をめぐる争いを引き起こした。どちらの会社も殺し屋を雇い、政治家を買収した。1879年6月、サンタフェ鉄道は、バット・マスターソンに率いられたドッジシティの無法者たちによって、プエブロの扇形庫を守った。この時、D&RGの会計係であるR.F. ウェイトブレック (R.F. Weitbrec) は防衛側に金を払って立ち去らせようとした。最終的にサンタフェ鉄道がレイトン峠を通る権利を得て、一方のD&RGは140万ドルを投じてアーカンザス川のロイヤル・ゴージ（渓谷）を通過してコロラド州レッドビル (Leadville) の鉱山地帯へいたる線路を敷設した。結果として、D&RGは儲かる西への資源輸送事業に集中することになった。

### ロイヤル・ゴージルート

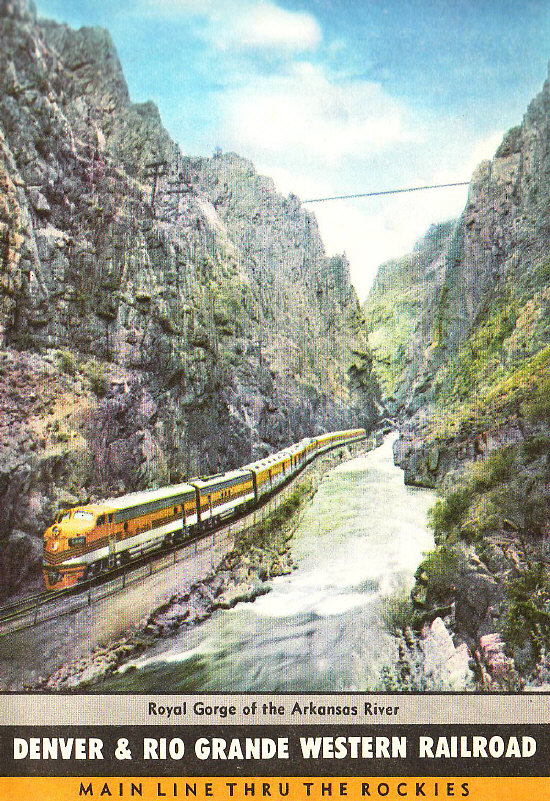
デンバー・アンド・リオグランデ・ウェスタン鉄道の列車1番、「ザ・ロイヤル・ゴージ」 (The Royal Gorge) 1960年

D&RGはプエブロから西へ向かって建設し、キャニョン・シティ (Cañon City) に1874年に到達した。ロイヤル・ゴージを通り抜ける路線は1880年5月20日にサリダ (Salida) へ到達し、さらに同年レッドビルへ伸びた。サリダから、D&RGは10,845 フィート（3,305 メートル）のマーシャル峠 (Marshall Pass) で大陸分水界を越えて西へ伸ばし、ガニソン (Gunnison) へ1881年8月6日に到達した。ガニソンから路線は、その「世界の景勝路線」 (Scenic Line of the World) の報道で有名なキュアキャンティ・ニードル（Curecanti Needle、細長く突き立った岩）の脇を通る、ガニソン川 (Gunnison River) の渓谷であるブラックキャニオンへと入る。線路はシマロン (Cimarron) からますます険しい渓谷へ入り、セロ峠 (Cerro Summit) を越えてモントローズ (Montrose) へ1882年9月8日に到達した。モントローズからは路線は北へ敷かれ、デルタ (Delta) を経由してグランドジャンクションへ1883年3月に到達し、これによりソルトレイクシティへ通じるリオグランデ・ウェスタン鉄道と狭軌の大陸横断鉄道の接続を果たした。
プエブロからレッドビルへの路線は、1887年に三線軌条へ更新されて、狭軌と標準軌の両方の運行ができるようになった。
狭軌の支線がクレスティッド・ビュート (Crested Butte)、レイク・シティ (Lake City)、オウレイ (Ouray)、サマーセット (Somerset) へ建設された。

### サン・ルイス・バレールート
D&RGはまた、コロラド州ウォルセンバーグ (Walsenburg) から西へ「オールド・ラ・ベタ峠」 (La Veta) を越えて1877年に線路を伸ばした。その当時、オールド・ラ・ベタ峠にあるアップトップ基地 (Uptop depot) は9,500 フィート (2,900 メートル）以上の高さにあって、狭軌鉄道最高の地点を誇っていた。線路はアラモサ (Alamosa) に1878年に到達した。アラモサから、路線は南へ伸ばされアントニト (Antonito) を通り最終的にニューメキシコ州サンタフェへ到達し、また西はコロラド州クリード (Creede) へ伸ばした。アメリカでも最長クラスの直線の線路（52.82 マイル）を含む路線がアラモサから北へサリダと結んだ。アントニトから路線は10,015 フィート（3,052 メートル）のクンブレス峠 (Cumbres Pass) を越え、コロラドとニューメキシコの州境に沿ってデュランゴに1881年8月に到達し、さらにシルバートン周辺の鉱物資源の豊富な地域まで北へ伸ばして1882年7月に到達した。デュランゴから南へ、ニューメキシコ州ファーミントンへも建設された。クンブレス・アンド・トルテック・シーニック鉄道、デュランゴ・アンド・シルバートン狭軌鉄道も参照。

### テネシー峠
D&RGは、ライバルのコロラド・ミッドランド鉄道 (Colorado Midland Railway) より先にコロラド州アスペン周辺の鉱山地帯へ到達しようと、レッドビルから西へ10,240 フィート（3,121 メートル）のテネシー峠を越えて路線を伸ばした。D&RGはグレンウッド・キャニオン (Glenwood Canyon) からグレンウッド・スプリングス (Glenwood Springs) を通る路線を建設して、1887年10月にアスペンへ到達した。それからD&RGはコロラド・ミッドランド鉄道と協力してグレンウッド・スプリングスからD&RGのグランド・ジャンクションまでを接続する路線を建設した。当初はグランド・ジャンクションへの2番目の補助的な路線と考えられていたが、レッドビルからグランド・ジャンクションまでの全区間は1890年に標準軌に改軌され、当初のマーシャル峠を通る狭軌の路線が2次的な路線となった。

### デンバー・アンド・リオグランデ・ウェスタン鉄道

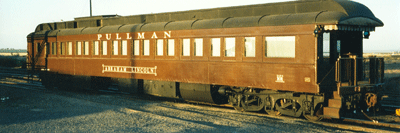
D&RGW事業用車101号、当初は客車として製造され、バーナム工場で1929年に事業用車に改造され、今では「エイブラハム・リンカーン」として修復されている

当初のデンバー・アンド・リオグランデ・ウェスタン鉄道はユタ州オグデン からソルジャー峠 (Soldier Summit)を通ってグランド・ジャンクションまでの狭軌の鉄道を建設した。この鉄道は1889年に狭軌を標準軌へ改築する財務計画の一環としてリオグランデ・ウェスタン鉄道になり、ユタから利益の上がる炭田へいくつかの支線を延ばした。1901年、デンバー・アンド・リオグランデ鉄道はリオグランデ・ウェスタン鉄道と合併し、1908年に統合された。しかしながら、ウェスタン・パシフィック鉄道の建設にリオグランデ鉄道の資産を使って融資した投機家のためにこの鉄道は弱体化した。第一次世界大戦中にはアメリカ合衆国鉄道管理局がD&RGを管理した。1918年にウェスタン・パシフィック鉄道の倒産を受けてD&RGも財産管理下に入った。1920年に新しい会社としてデンバー・アンド・リオグランデ鉄道 (D&RGW/DRGW) が発足した。

### モファット鉄道

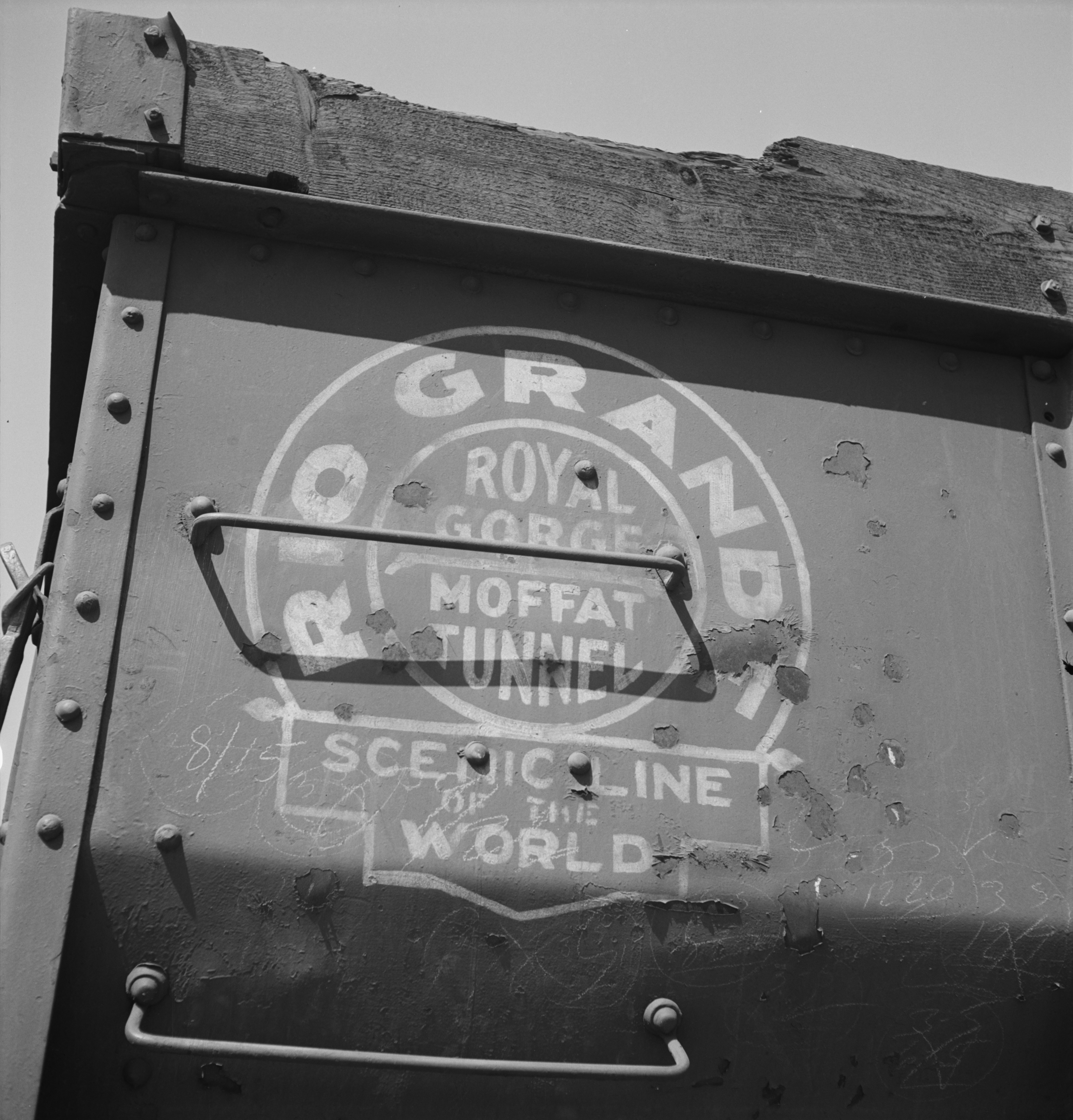
DRGWのホッパ車、ロイヤル・ゴージ/モファットトンネルのロゴの部分を示している、1943年

1931年、D&RGWは、D&RGWと連絡する40 マイル（64 キロメートル）の路線を建設する権利を取得したデンバー・アンド・ソルトレイク鉄道 (D&SL: Denver and Salt Lake Railway) の子会社で、名前だけの会社デンバー・アンド・ソルトレイク・ウェスタン鉄道 (Denver and Salt Lake Western Railroad) を買収した。数年の交渉の末、D&RGWはD&SLのデンバーからの新しい連絡線に線路使用権を獲得した。1932年にD&RGWはグレンウッド・スプリングスの西からコロラド川のボンド (Bond) までドットセロ・カットオフ (Dotsero Cutoff) の建設を開始した。ボンドの到着地点はオレストッド (Orestod) と呼ばれた。これはDotseroのつづりを逆にしたものである。ドットセロはドット・ゼロ (Dot Zero) の短縮形であるという誤解が広まっているが、この駅の名前はグレンウッド・スプリングスへの標準軌の路線が建設された1890年代から存在している。この建設は1934年に完成し、デンバーは直接西への大陸横断鉄道で結ばれた。D&RGWは1935年に再び倒産した。1947年に再建され、D&SLと1947年3月3日に合併して、モファットトンネルを通るモファット鉄道 (Moffat Road) とボンドからクレイグ (Craig) までの支線の支配権を得た。

### 高速貨物とカリフォルニア・ゼファー、1950年から1983年
最終的に財務上の問題から解放されて、この時点でD&RGWはデンバーからソルトレイクシティまでの直接経路を所有しており、プエブロからテネシー峠を通る南の迂回路はもはや直接輸送に必要ではなかったが、まだ問題は残っており、大陸横断輸送にはユニオン・パシフィック鉄道のより北にある路線の方が山がそれほど険しくなく、結果として数時間高速であった。D&RGWの対策は「高速貨物」で、数両のディーゼル機関車が短い列車を牽いて頻繁に運行することであった。この方針が、なぜD&RGWがアメリカでももっとも豊かな炭鉱地帯に近い場所を運行しているにもかかわらず、新しい代替のディーゼル機関車を購入でき次第、石炭を燃料とする蒸気機関車を退役させたかの理由である。1956年までにD&RGWの標準軌の蒸気機関車は全て運用を外れ解体された。この理由として、蒸気機関車と異なりディーゼル機関車は総括制御の技術により簡単に重連にでき、D&RGWの積極的な運行ダイヤに合わせるために必要な最適な出力を各列車に持たせることができたためである。

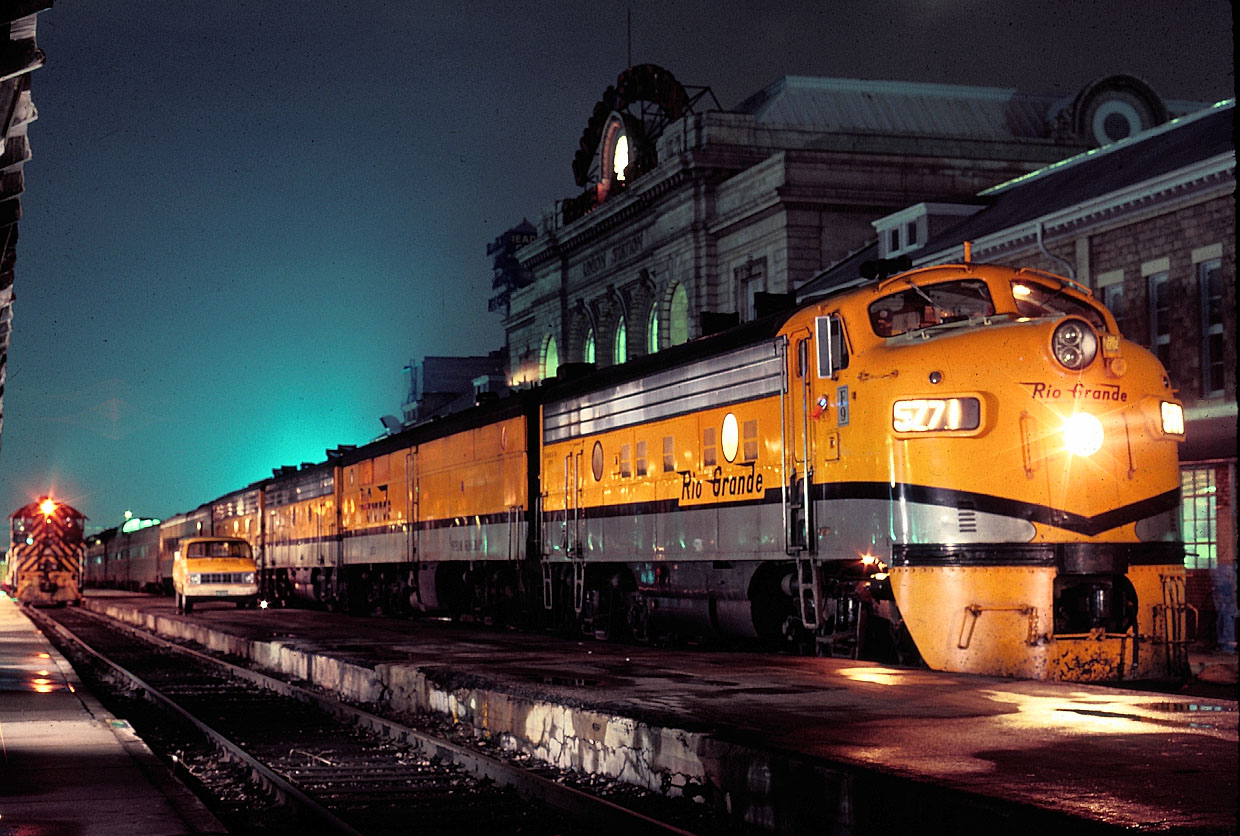
アムトラック発足後も1983年まで運行を続けた「リオグランデ・ゼファー」号

地形的に独特の環境を走るというD&RGWの印象は、おそらく世界でもっとも有名な旅客列車であるカリフォルニア・ゼファーに現れている。シカゴからデンバーまでのシカゴ・バーリントン・アンド・クインシー鉄道と、ソルトレイクシティからオークランドまでのウェスタン・パシフィック鉄道、そして船とバスの連絡でサンフランシスコまで、共同運行されていた。ユニオン・パシフィック鉄道のそれほど険しくない路線を走る所要時間39時間の列車とは競争できなかったため、カリフォルニア・ゼファーはロッキー山脈の眺めを存分に楽しめるレール・クルーズというゆったりした旅を提供した。カリフォルニア・ゼファーは1949年の開始から1950年代を通して満席で走りいくらかの利益を生み出していたが、1960年代半ばには春の末期から夏、秋に掛けてのみ利益が出せる状態になっていた。1970年には、ウェスタン・パシフィック鉄道が数百万ドルの損失に文句をいい脱落した。しかしながらD&RGWはアメリカ全体の長距離旅客鉄道の運行を続行するために設立されたアムトラックに参加することを拒否し、カリフォルニア・ゼファーの設備の持分を使ってデンバーからソルトレイクシティまでリオグランデ・ゼファーの運行を1983年まで続行した。

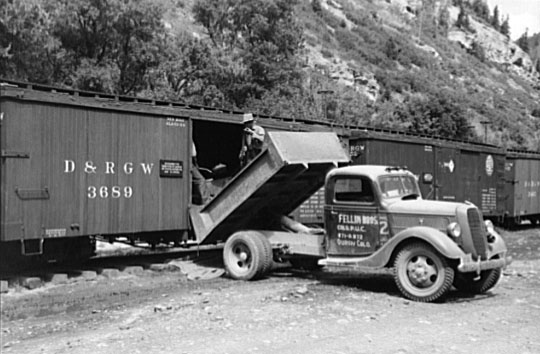
オウレイにて、金鉱石を貨車に積み込んでいる様子、1940年

他の大陸間横断鉄道事業者と競争するために、D&RGWは最新の標準軌の鉄道技術を利用してはいたが、同時にD&RGWは有名なデュランゴ - シルバートン間のように、蒸気機関車による狭軌の鉄道路線の運行を続けた。多くの残った狭軌の鉄道は1960年代から1970年代にかけて廃止されたが、景観に優れた2つの路線は観光目的の鉄道事業者に売却され、今日でもクンブレス・アンド・トルテック・シーニック鉄道とデュランゴ・アンド・シルバートン狭軌鉄道として運行されている。

### サザン・パシフィック鉄道との合併
フィリップ・アンシュッツ (Philip Anschutz) 率いるD&RGWの親会社、リオグランデ・インダストリーズ (Rio Grande Industries) は1988年にサザン・パシフィック鉄道 (SP) を買収した。統合された会社は荷主からの認識度のためサザン・パシフィックの名前を採用した。この頃、D&RGWの高速貨物の方針は、SPの長く確立された方針である長大でゆっくりした列車を運行する方針に取って代わられた。これは1973年のオイルショック以来D&RGWの燃料を消費する高速貨物の方針を次第に揺るがしていた、上昇した燃料費が大きな決め手になっていた。1990年代初期には、大陸横断の荷主にとってのD&RGWの競争上の魅力の多くは失われてしまい、主にコロラド州とユタ州の炭田で生産された高品質の石炭の輸送に依存するようになっていた。

### ユニオン・パシフィック鉄道との合併
1996年9月11日にアンシュッツは、それ以前にバーリントン・ノーザン鉄道とアッチソン・トピカ・アンド・サンタフェ鉄道が合併してバーリントン・ノーザン・サンタフェ鉄道（後にBNSF鉄道となる）となったことに一部対応する形で、会社をユニオン・パシフィック鉄道に売却した。ユニオン・パシフィック鉄道がD&RGWを吸収したため、伝説的な山岳鉄道の存在の痕跡は次第に消えつつある。2006年12月1日の時点で、ユニオン・パシフィック鉄道の中で唯一D&RGWオリジナル塗装である機関車、DRGW 5371号機がまだユタ州ヘルパー (Helper) 付近での地域運行に用いられている。
近年ユニオン・パシフィック鉄道は、EMD SD70ACe形の1両UP 1989号機をDRGW様式に合わせた塗装で公開した。この機関車は、ユニオン・パシフィック鉄道がその合併した会社のイメージを残すために塗装した何両かのSD70ACe形のうちの1両である。他にミズーリ・パシフィック鉄道 (Missouri Pacific Railroad)、ミズーリ-カンザス-テキサス鉄道 (Missouri-Kansas-Texas Railroad)、シカゴ・アンド・ノース・ウェスタン鉄道 (Chicago and North Western Transportation Company)、サザン・パシフィック鉄道、ウェスタン・パシフィック鉄道の塗装がある。

## 社長
以下は、D&RGWとその前身組織の社長または同等の地位に就いていた人々である。
- ウィリアム・ジャクソン・パーマー (William Jackson Palmer)、1870年 - 1883年
- フレデリック・ラブジョイ (Frederick Lovejoy)、1883年 - 1884年
- ウィリアム・シャープレス・ジャクション (William Sharpless Jackson)、1884年 - 1887年（管財人 1884年 - 1886年）
- デービッド・H・モファット (David H. Moffat)、1887年 - 1891年
- エドワード・T・ジェフリー (Edward T. Jeffery)、1891年 - 1912年
- ベンジャミン・F・ブッシュ (Benjamin F. Bush)、1912年 - 1915年
- ヘンリー・U・マッジ (Henry U. Mudge)、1915年 - 1917年
- エドワード・L・ブラウン (Edward L. Brown)、1917年 - 1918年
- アレクサンダー・R・ボールドウィン (Alexander R. Baldwin) およびエドワード・L・ブラウン、1918年 - 1921年（管財人）
- ジョセフ・H・ヤング (Joseph H. Young)、1921年 - 1923年（管財人 1922年 - 1923年）
- トーマス・H・ビーコム (Thomas H. Beacom)、1923年 - 1924年（管財人）
- ジョン・S・パイアット (John S. Pyeatt)、1924年 - 1935年
- ウィルソン・マッカーシー (Wilson McCarthy) およびヘンリー・スワン (Henry Swan）、1935年 - 1947年（管財人）
- ウィルソン・マッカーシー、1947年 - 1956年
- G.B. エイデロット (G.B. Aydelott)、1956年 - 1977年
- ウィリアム・J・ホルトマン (William J. Holtman)、1977年 - 1992年

## 旅客列車
以下はD&RGWが運行した旅客列車の一部である。西行きの列車は奇数番号、東行きの列車は偶数番号が付けられていた。
| 列車番号 | 列車名                                                  | 区間                                                   | 運行期間                         |
| -------- | ------------------------------------------------------- | ------------------------------------------------------ | -------------------------------- |
| 1/2      | ロイヤル・ゴージ (Royal Gorge)                          | デンバー - ロイヤル・ゴージ - グランド・ジャンクション |                                  |
| 5/6      | ジ・イクスポジション・フライヤー (The Exposition Flyer) | シカゴ - オークランド                                  | 1939年 – 1949年                  |
| 5/6      | アムトラック カリフォルニア・ゼファー                   | シカゴ - オークランド                                  | 1983年 -                         |
| 7/8      | プロスペクター                                          | デンバー - ソルトレイクシティ/オグデン                 | 1941年 – 1942年、1945年 – 1967年 |
| 9/10     | ヤンパ・バレー・メール (Yampa Valley Mail)              | デンバー - クレイグ                                    |                                  |
| 17/18    | カリフォルニア・ゼファー                                | シカゴ - オークランド                                  | 1949年 – 1970年                  |
| 17/18    | リオグランデ・ゼファー (Rio Grande Zephyr)              | デンバー - ソルトレイクシティ                          | 1970年 – 1983年                  |
| 19/20    | マウンテイニアー (Mountaineer)                          | デンバー - グランド・ジャンクション - モントローズ     | 1936年 – 1959年                  |
| 115/116  | サンフアン・エクスプレス (San Juan Express)             | アラモサ - デュランゴ                                  |                                  |
| 315/316  | シャバノ (Shavano)                                      | サリダ - ガニソン                                      | 1937年 – 1940年                  |
| 461/462  | シルバートン (Silverton)                                | デュランゴ - シルバートン                              |                                  |
|          | スキー・トレイン (Ski Train)                            | デンバー - ウィンター・パーク                          |                                  |

定期列車の「リオグランデ・ゼファー」号が廃止された後も、季節列車のスキー・トレインがデンバーのユニオン駅 からウィンター・パーク (Union Station) へ運行が続けられていたが、2009年3月29日をもって営業運転をとりやめた。このスキー・トレインは最後の21年間はずっと赤字続きだったが、それ以上にデンバー・ユニオン駅の改修工事、貨物列車との運行の兼ね合い、リーマン・ショックなどの諸々の問題が重なったことが運行中止の直接的な原因となった
1981年から運行されているシルバートン（デュランゴ・アンド・シルバートン狭軌鉄道）は、デュランゴからの景観を楽しむ旅を提供している。
カリフォルニア州ポートラ (Portola) のウェスタン・パシフィック鉄道博物館 (Western Pacific Railroad Museum) に、残っているカリフォルニア・ゼファーの車両では最大のコレクションがある。ただしこれはリオグランデよりもウェスタン・パシフィック鉄道に焦点を置いている。DRGWの所有していたゼファー用の車両も個人所有でいくらか残っている。

### ロイヤル・ゴージ・ルート鉄道
往年のロイヤル・ゴージ・ルートは、2015年現在、観光鉄道「ロイヤルゴージ路線鉄道」として通年運行されている。この列車の塗装はリオグランデ鉄道同様の銀とオレンジを主体とした塗り分けであり、往年のリオグランデ鉄道を彷彿とさせるスタイルの"Royal Gorge"のロゴマークもあしらわれている。
| 機関車の正面・側面のロゴマークに注目 |  | 河畔をゆくロイヤル・ゴージ・ルート鉄道の列車 |
| 機関車の正面・側面のロゴマークに注目 |  | 河畔をゆくロイヤル・ゴージ・ルート鉄道の列車 |

## 関連書籍
- Brayer, Herbert Oliver. William Blackmore: Early Financing of the Denver & Rio Grande Railway 1871–1878. Volume two. Denver: 1949.